# Данилиха (Московская область)

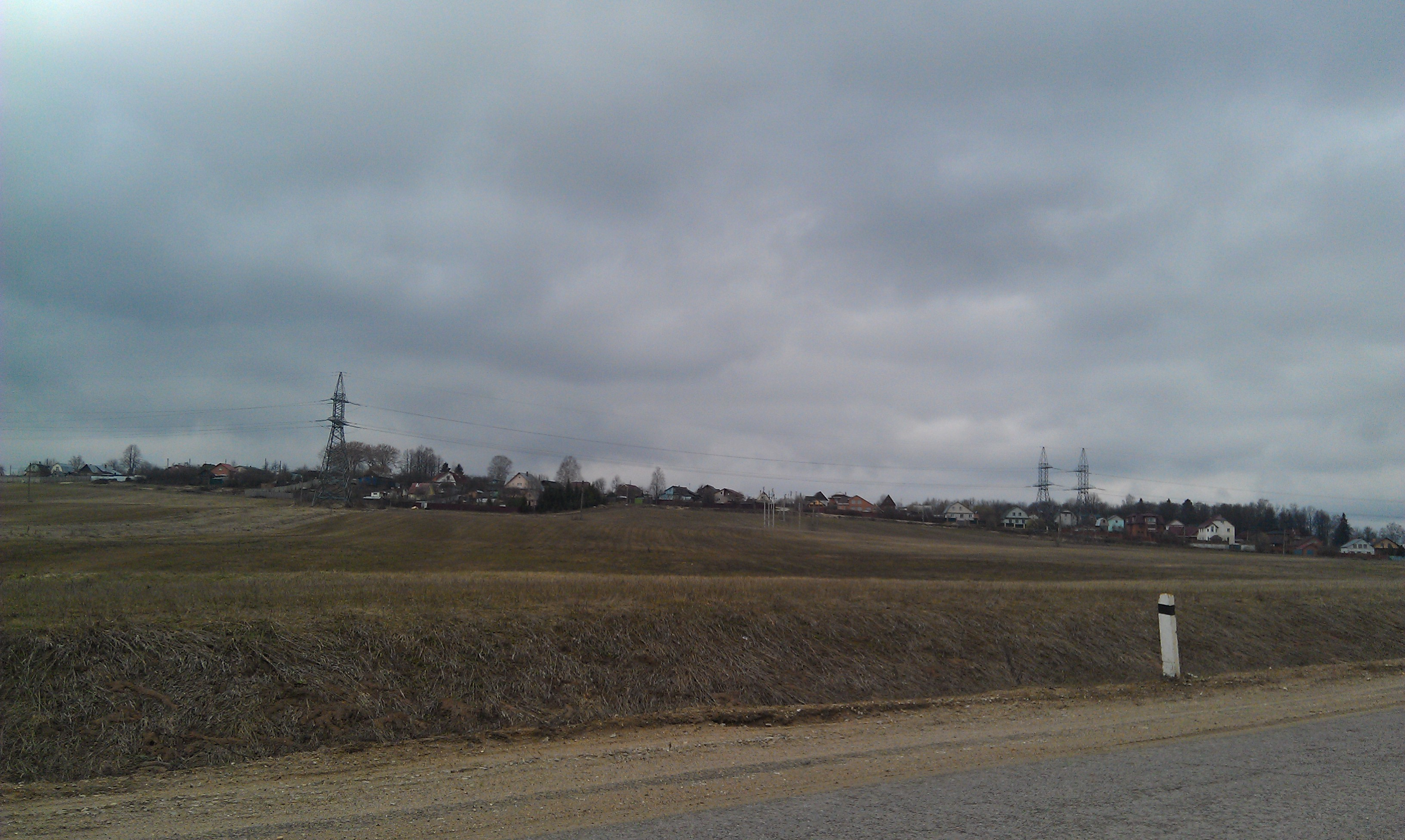

Данилиха — деревня в Дмитровском районе Московской области, в составе городского поселения Деденево. До 2006 года Данилиха входила в состав Целеевского сельского округа.

## Расположение
Деревня расположена в центральной части района, примерно в 12 км южнее Дмитрова, в 1,5 км на юго-запад от Деденево, на левом берегу безымянного левого притока реки Икша, высота центра над уровнем моря 177 м. Ближайшие населённые пункты — Шуколово на севере и Варварино на юго-востоке.

## Население
| 2002 | 2006 | 2010 |
| ---- | ---- | ---- |
| 21   | ↘14  | ↘13  |